# Ян Казимир в Белянах
«Ян Казимир в Белянах» (пол. Jan Kazimierz na Bielanach) — картина польского художника Яна Матейко на исторический сюжет, созданная в 1861 году. Хранится в частной коллекции.
Картина посвящена одному из эпизодов польского Потопа. В 1655 году, когда шведская армия приближалась к Кракову, кастелян города Стефан Чарнецкий приказал сжечь предместья, чтобы лишить врага возможности укрыться. Краков тем не менее был взят шведами.
Матейко изобразил короля Яна Казимира глядящим на пожар. Монарха сопровождают Стефан Чарнецкий и Ежи Себастьян Любомирский.